# 旧金山教育委员会
旧金山教育委员会（San Francisco Board of Education）是旧金山市的教育委员会。该委员会由7名委员组成，由全市选民选举产生，任期4年。它受地方法律、州法律和联邦法律的制约，并且有權决定三藩市聯合校區所有K–12公立学校的辦學政策。